# Nowy cmentarz żydowski w Skierniewicach
Nowy cmentarz żydowski w Skierniewicach – nieczynny kirkut znajdujący się przy obecnej ul. Granicznej 14 w Skierniewicach.
Cmentarz został założony w 1919 roku. Został zdewastowany w okresie II wojny światowej i latach powojennych. Na terenie nekropolii znajduje się około osiemdziesięciu macew (w większości odzyskanych po aktach dewastacji) oraz dwa pomniki: ku czci ofiar Holocaustu i upamiętniający skierniewickich Żydów. Cmentarz ma powierzchnię 0,83 ha.

## Galeria zdjęć

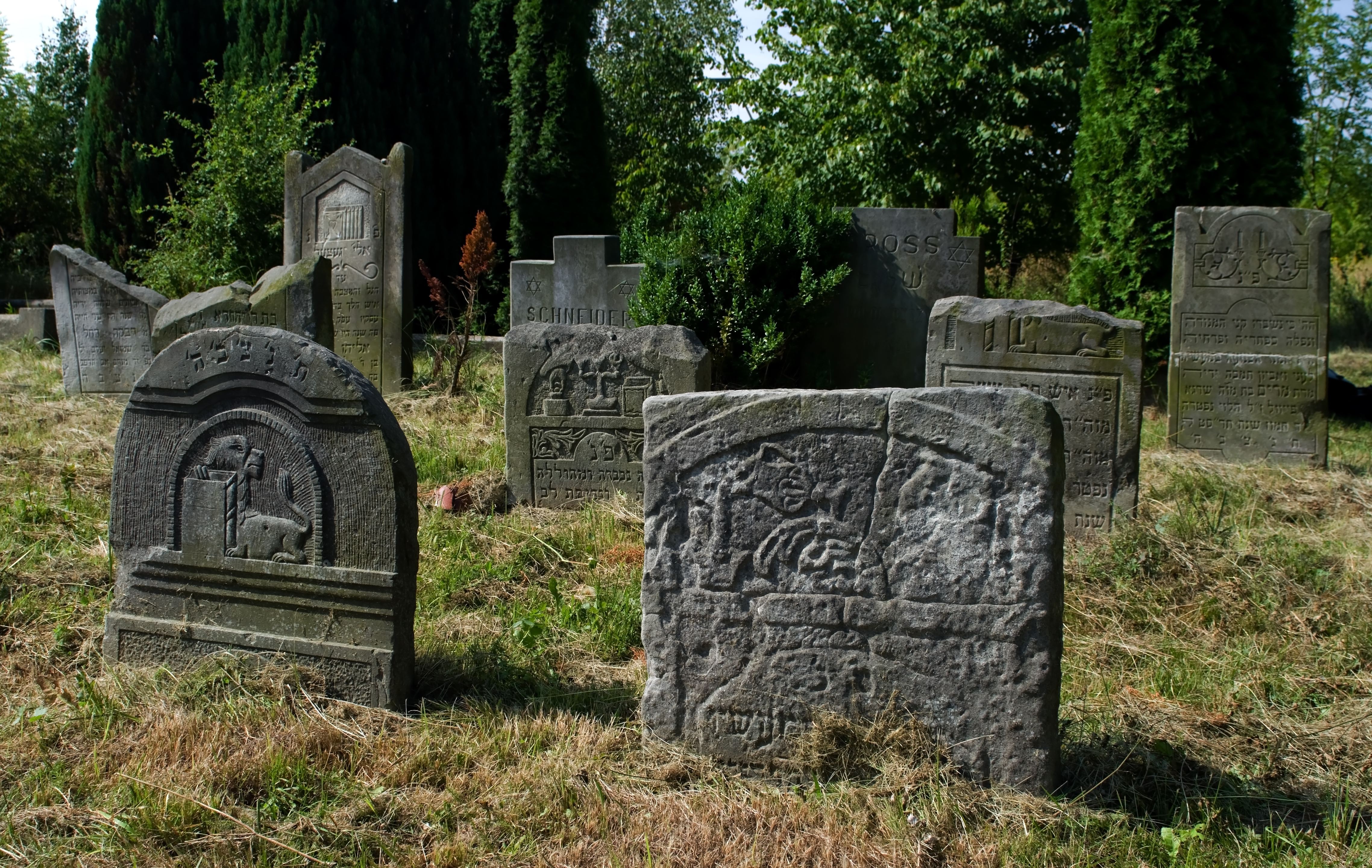
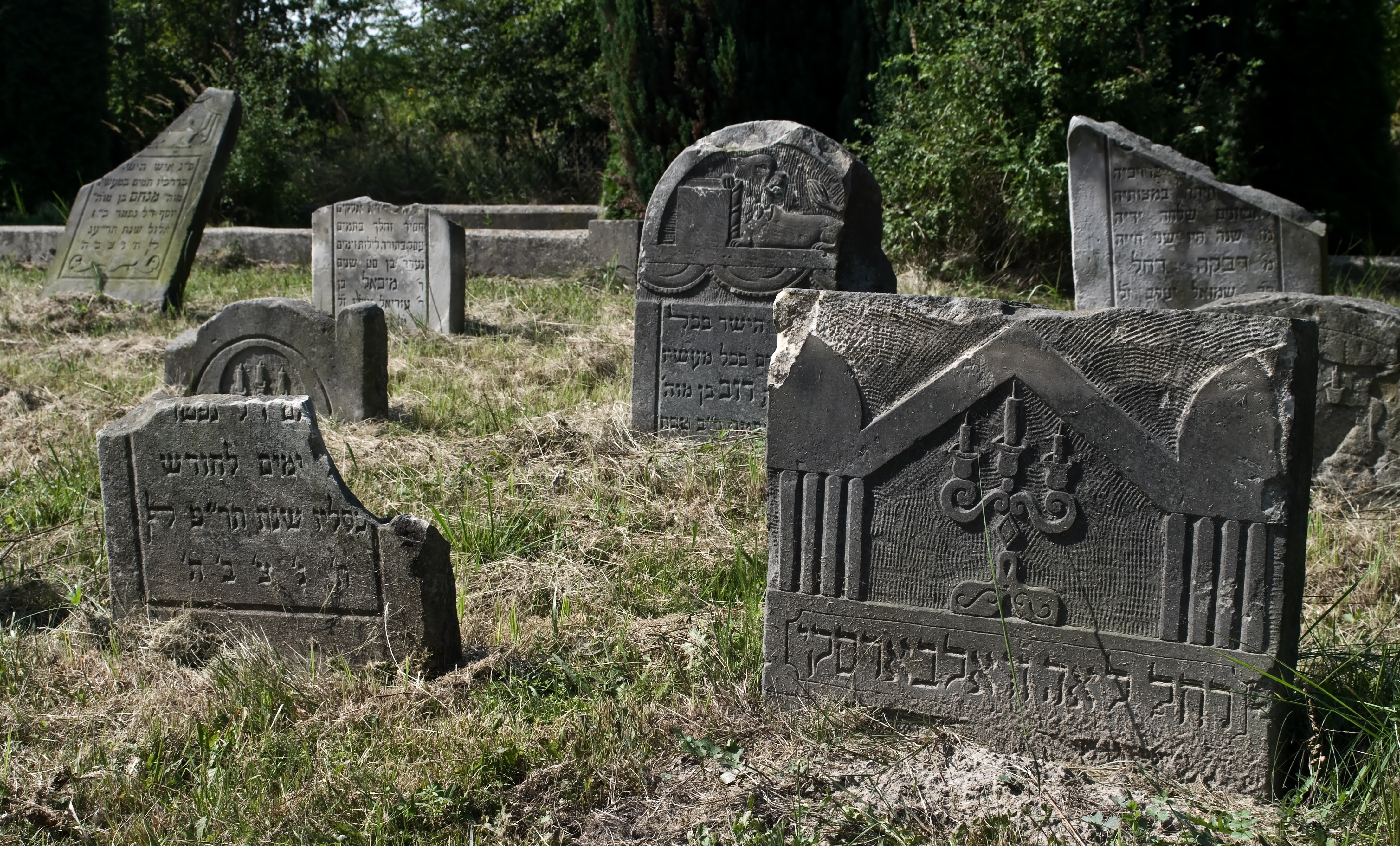
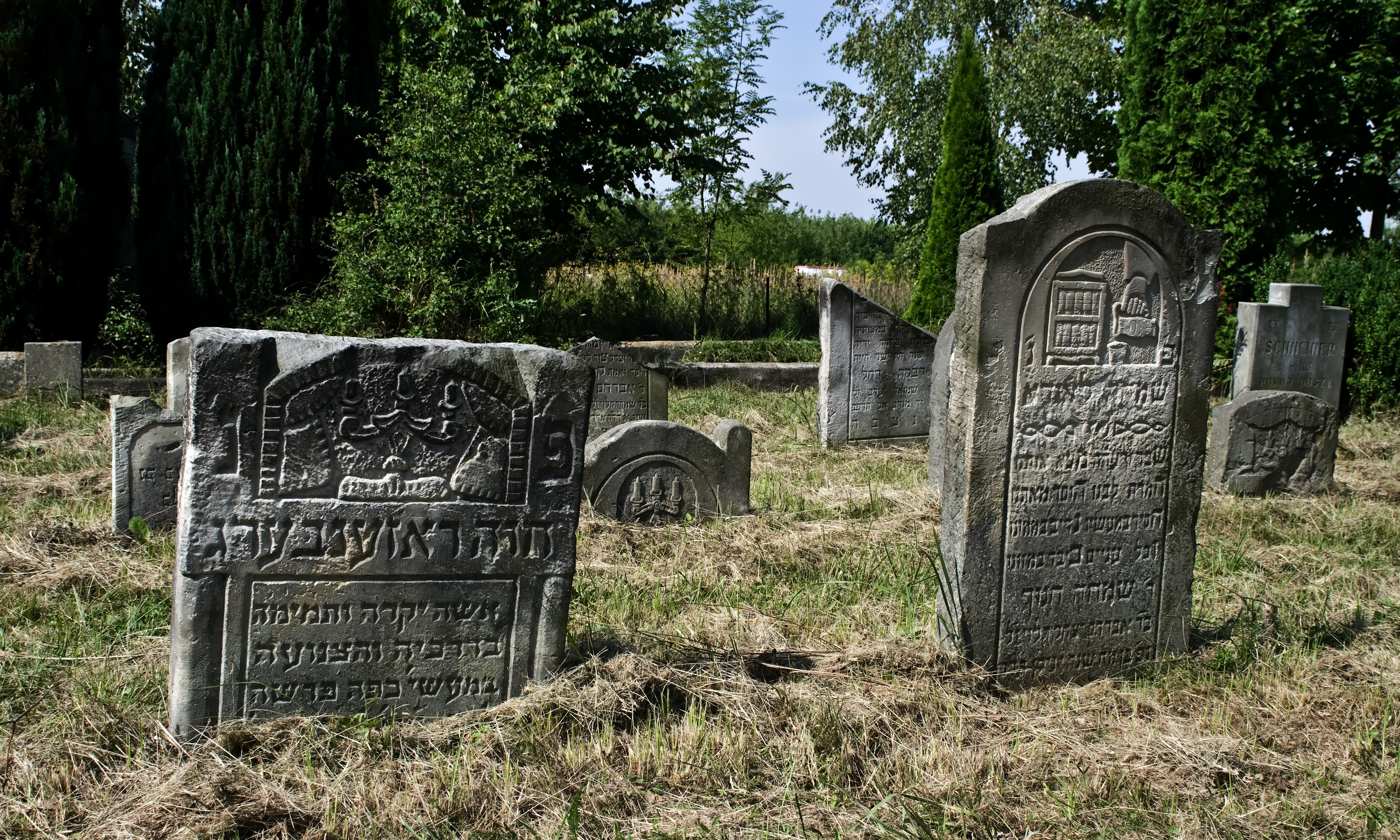
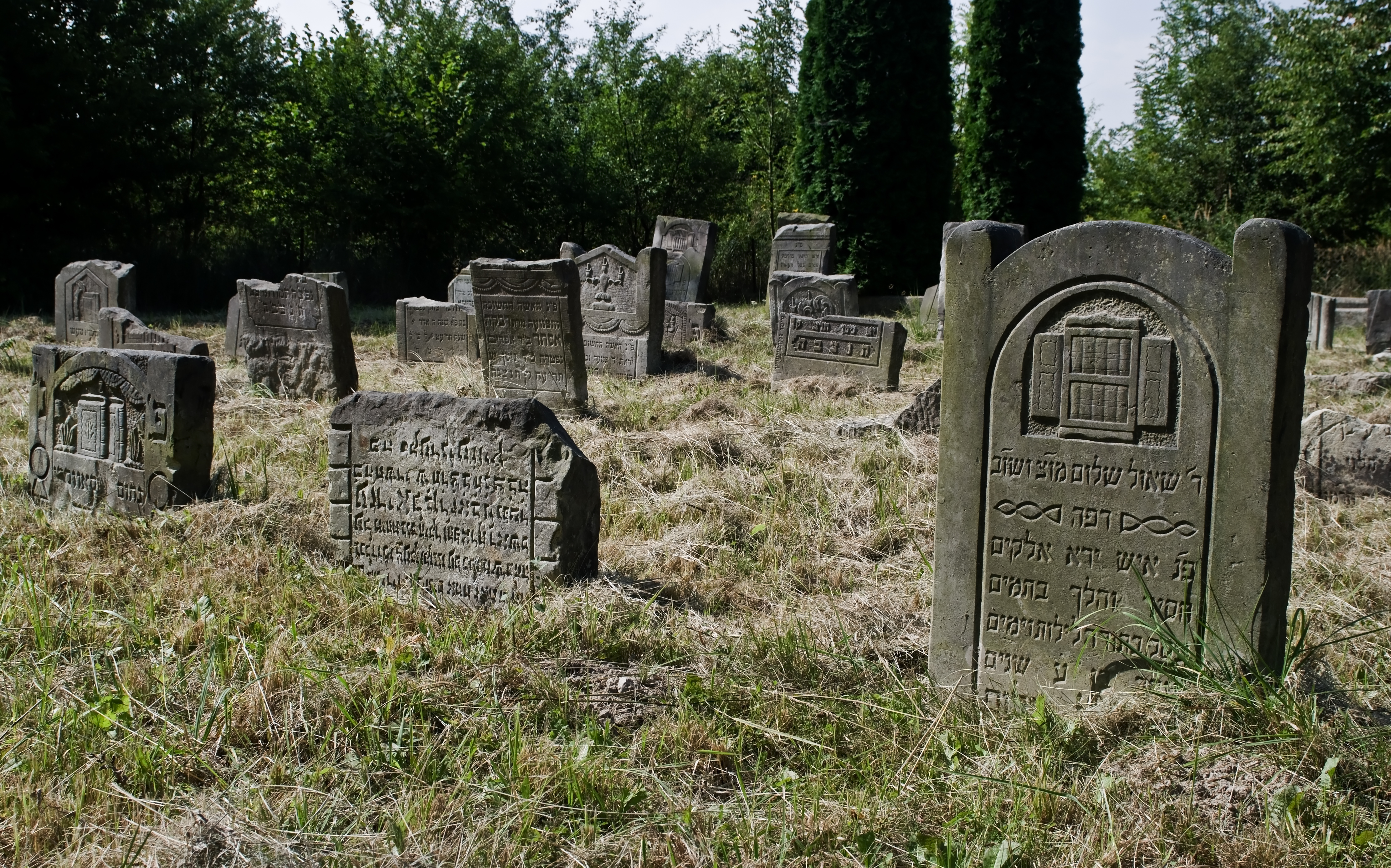